# Jörg Fauser

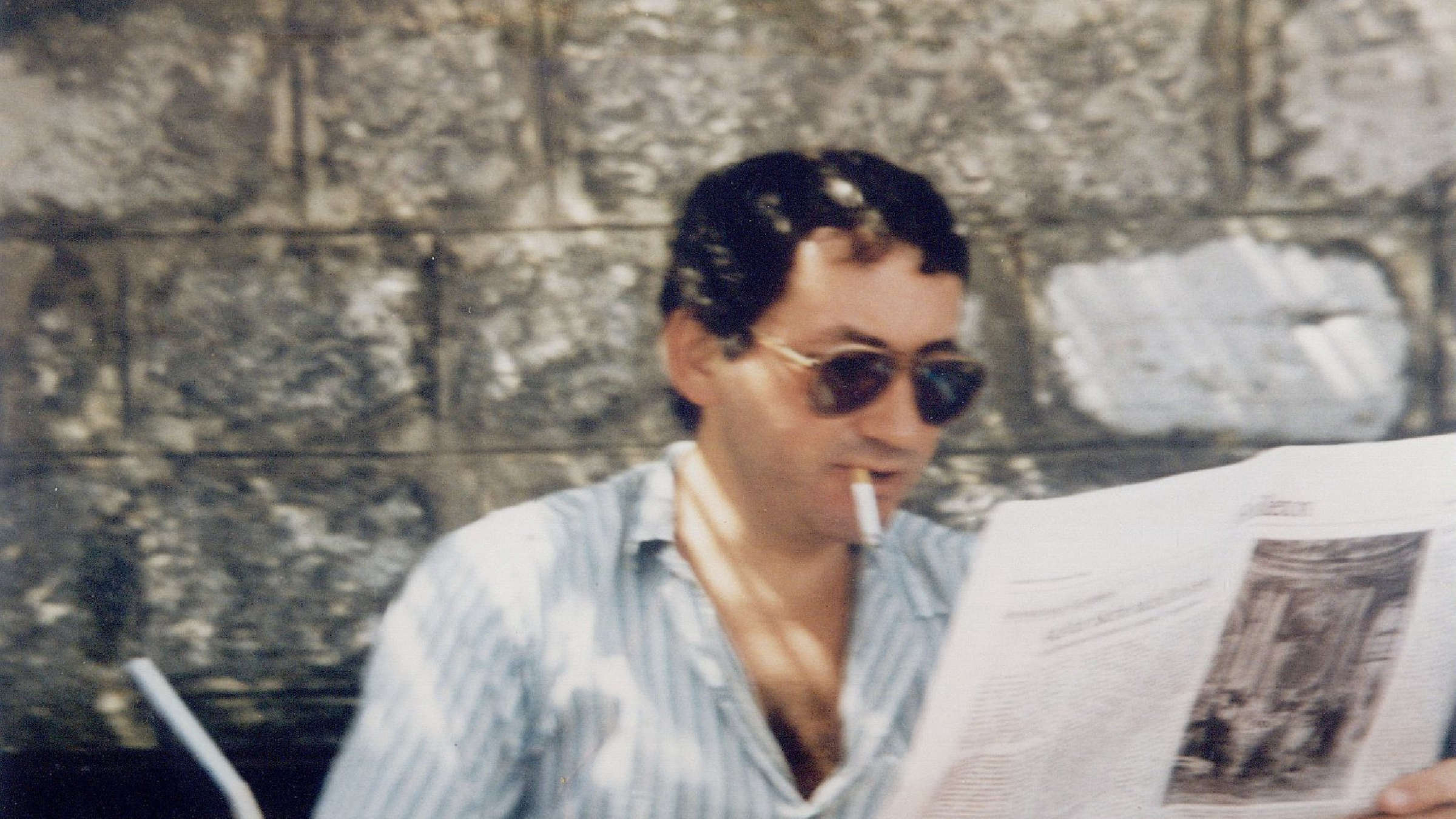
Jörg Fauser (1986 in Dubrovnik)

Jörg Christian Fauser (* 16. Juli 1944 in Bad Schwalbach, Taunus; † 17. Juli 1987 in München) war ein deutscher Schriftsteller und Journalist.

## Leben
Seine Eltern waren der Künstler Arthur Fauser und die Schauspielerin Maria Razum. Noch in seiner Schulzeit veröffentlichte Fauser zwischen 1959 und 1960 erste journalistische Beiträge in der Frankfurter Neuen Presse. 1963 begann seine Mitarbeit als Rezensent für die Frankfurter Hefte. Am 23. Juni 1964 wurde er als Kriegsdienstverweigerer anerkannt.
Nach dem Abitur am Lessing-Gymnasium in Frankfurt am Main 1965 begann Fauser an der Johann Wolfgang Goethe-Universität Frankfurt am Main ein Studium der Fächer Ethnologie und Anglistik. Das Studium brach er 1966 ab.
Während des Wehrersatzdienstes im Bethanien-Krankenhaus Heidelberg wurde Fauser abhängig von Heroin. Er unterbrach den Ersatzdienst und hielt sich Anfang 1967 sechs Wochen lang in Istanbul auf. Im Herbst 1967 setzte er sich vom Ersatzdienst ins Istanbuler Drogenviertel Tophane ab. Im Herbst 1968 kehrte Fauser nach Frankfurt zurück und ging dann nach West-Berlin.
Um 1971 hatte er Kontakt zur Hausbesetzerszene im Frankfurter Westend, u. a. zur Gruppe von Joschka Fischer. Zur 68er-Bewegung, deren Akteure meist aus Fausers Generation stammten, hielt er eine kritische Distanz, was sich auch in seinen Werken zeigt.
In Frankfurt schaffte er 1971/72 den Entzug vom Heroin.
Von 1968 bis 1974 lebte Fauser abwechselnd in West-Berlin, Frankfurt und Göttingen; schließlich zog er dauerhaft nach München. Fauser arbeitete für verschiedene literarische Publikationen, unter anderem bei den Alternativzeitschriften Gasolin 23, Ufo und Ulcus Molle Info. Über seine Reisen, die ihn u. a. 1975 nach Marokko und 1976 in die USA führten, berichtete er in Reportagen für die Basler Nationalzeitung. In den 1970er Jahren veröffentlichte er mehrere Gedichtbände und begann die Zusammenarbeit als Texter mit dem Rockmusiker Achim Reichel. Großen Erfolg hatten Fauser und Reichel mit der Single Der Spieler aus dem Konzeptalbum Blues in Blond, durch die ein Fauser-Text in die ZDF-Hitparade gelangte.
In den 1980er Jahren zog Fauser erneut nach West-Berlin, verfasste drei erfolgreiche Romane und war als Journalist für das Berliner Stadtmagazin tip und die Zeitschriften Lui sowie TransAtlantik tätig. Am 9. Juli 1985 heirateten er und Gabriele Oßwald. Das Ehepaar zog nach München.

## Tod

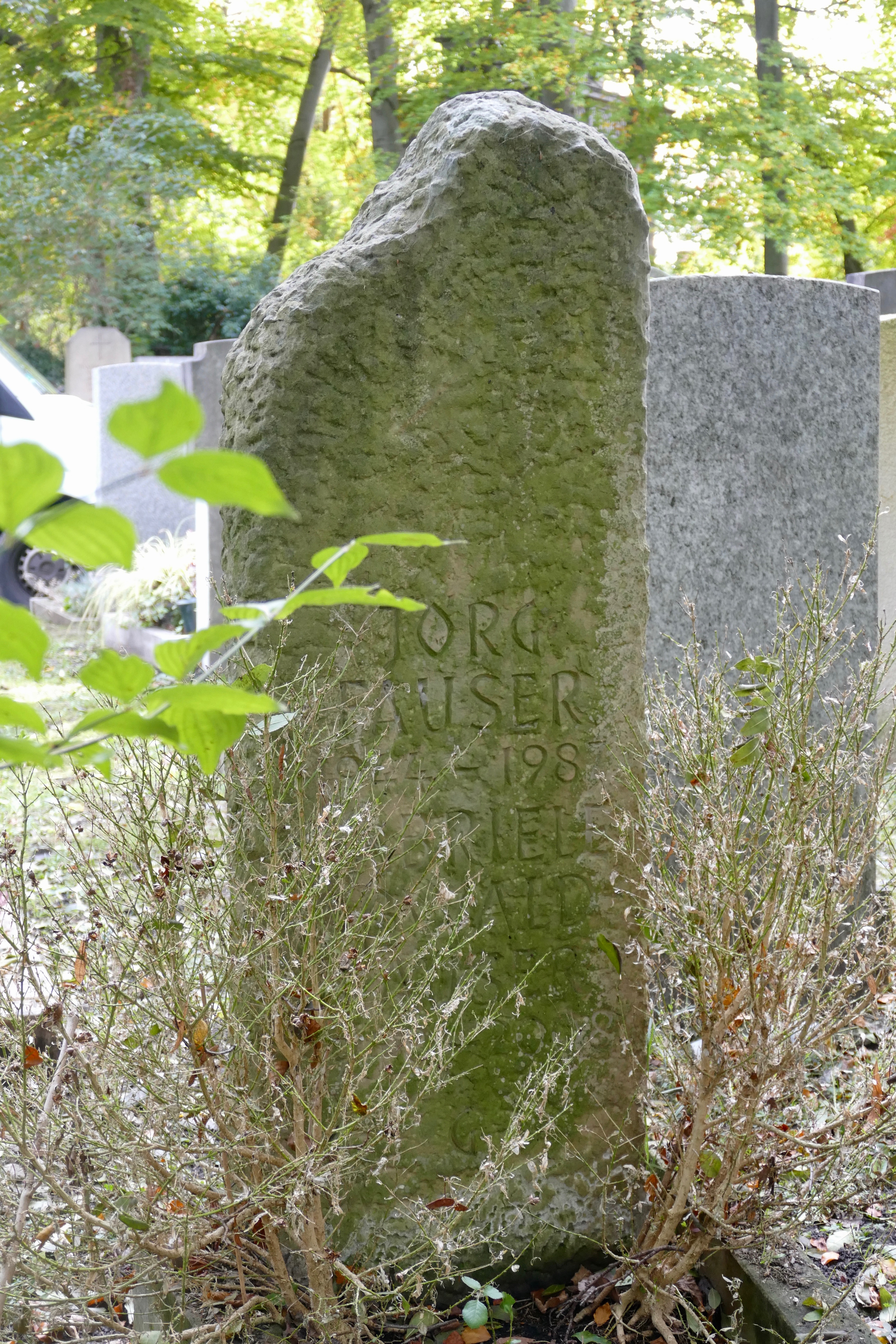
Grab von Jörg Fauser auf dem Ostfriedhof in München

Fauser starb am 17. Juli 1987, als er gegen 4:10 Uhr auf der A 94 zwischen den Münchner Stadtteilen Zamdorf und Riem in Fahrtrichtung Anschlussstelle Feldkirchen als Fußgänger von einem Lkw erfasst wurde. Er hatte zuvor die Feier zu seinem 43. Geburtstag verlassen und offenbar stark alkoholisiert versucht, die Fahrbahn zu überqueren. Weitere Umstände blieben ungeklärt. Anlässlich seiner Rede zum Ingeborg-Bachmann-Preis am 3. Juli 2013 äußerte Michael Köhlmeier die Vermutung, Fausers Tod sei kein Unfall gewesen, sondern habe mit dessen Recherchen über Verbindungen zwischen dem Drogenmilieu und der deutschen Politik zu tun gehabt.

## Position und Rezeption
Fauser war in seinen frühen Jahren ein Underground-Autor, der stark von der amerikanischen Beat-Literatur beeinflusst war und in seinen Texten eigene Drogenerfahrungen verarbeitete. Unter dem Einfluss der amerikanischen Hard-boiled-Autoren Dashiell Hammett und Raymond Chandler wandelten sich in den 1980er Jahren zwar seine Sujets, die in der zeitgenössischen Literaturkritik oft vorgenommene Etikettierung Fausers als Autor von Kriminalromanen aus der bundesrepublikanischen Wirklichkeit wird seinem literarischen Gewicht jedoch keineswegs gerecht.
Exemplarisch für das Fauser von der etablierten Literaturkritik oft entgegengebrachte Unverständnis war die vernichtende Beurteilung durch Marcel Reich-Ranicki beim Lesewettbewerb um den Ingeborg-Bachmann-Preis von 1984. Michael Köhlmeier griff in seiner Rede zum Ingeborg-Bachmann-Preis 2013 die damaligen Juroren, namentlich Reich-Ranicki, Walter Jens, Gertrud Fussenegger und Peter Härtling scharf an. Ihre Kritik habe nicht Fausers Werk, sondern seiner Person gegolten. Fauser sei damals der deutschen Literaturkritik in ihrer „hinterhältigsten und erbärmlichsten Gestalt“ begegnet: Fauser sei, egal was er geschrieben habe, stets verrissen worden und daher tief verletzt gewesen.
Heute gilt Fauser im Kreis der Underground-Literatur als der große Wegbereiter des Genres in Deutschland. Benjamin von Stuckrad-Barre hat seinen Büchern Soloalbum, Panikherz und Remix 3 jeweils ein Zitat von Fauser vorangestellt.

## Auszeichnungen
- 1988: Friedrich-Glauser-Preis anlässlich der Criminale (postum).

## Veröffentlichungen

### Einzelausgaben
- 1971: Aqualunge. Ein Report. Udo Breger, Göttingen
- 1972: Tophane. Maro, Gersthofen
  - Neuauflage 2011: Tophane. Illustriert von Robert Schalinski. Moloko print, Schönebeck
- 1973: Die Harry Gelb Story. Maro, Gersthofen
- 1977: Open end. Fünf Gedichte. King Kong Press, München
- 1978: Marlon Brando. Der versilberte Rebell. Monika Nüchtern, München
  - Neuauflage 2020: Marlon Brando. Der versilberte Rebell. Eine Biographie. Mit einem Nachwort von Franz Dobler und einem Text von Brigitte Kronauer. Diogenes, Zürich
- 1978: Der Strand der Städte. Eduard Jakobsohn, Berlin
- 1979: Alles wird gut. Rogner & Bernhard, München
- 1979: Requiem für einen Goldfisch. Nachtmaschine, Basel
- 1979: Trotzki, Goethe und das Glück. Rogner & Bernhard, München
- 1981: Der Schneemann. Rogner & Bernhard, München
- 1982: Mann und Maus. Rogner & Bernhard, München
- 1984: Blues für Blondinen. Ullstein, Frankfurt am Main/Berlin/Wien
- 1984: Rohstoff. Ullstein, Frankfurt am Main/Berlin/Wien
- 1985: Das Schlangenmaul. Ullstein, Frankfurt am Main/Berlin/Wien
  - Neuauflage 2019 mit einem Nachwort von Friedrich Ani. Diogenes, Zürich
- 1987: Kant. Heyne, München
- 1992: Blues in Blond. Songs und Balladen. Gemeinsam mit Achim Reichel und Elfi Küster. Luchterhand Literaturverlag, Hamburg
- 1993: Ich habe eine Mordswut. Briefe an die Eltern 1957–1987. Paria, Frankfurt am Main
- 2003: Lese-Stoff. Von Joseph Roth bis Eric Ambler. Neue Kritik, Frankfurt am Main
- 2020: Alles muss ganz anders werden. Erzählungen 1975 – 79. Diogenes, Zürich

### Werkausgabe 1990–1994
Jörg-Fauser-Edition in acht Bänden, einem Beiheft und Ergänzungsband bei Rogner & Bernhard, Hamburg:
- 1990: Band 1. Romane I
- 1990: Band 2. Romane II
- 1990: Band 3. Erzählungen I
- 1990: Band 4. Erzählungen II
- 1990: Band 5. Gedichte
- 1990: Band 6. Essays, Reportagen, Kolumnen I
- 1990: Band 7. Essays, Reportagen, Kolumnen II
- 1990: Band 8. Marlon-Brando-Biographie
- 1990: Beiheft. Informationen und Bilder
- 1994: Ergänzungsband. Das leise lächelnde Nein und andere Texte

### Werkausgabe 2004–2009
Neue Edition der Werke Jörg Fausers beim Alexander Verlag Berlin, herausgegeben von Alexander Wewerka:
- 2004: Band I. Marlon-Brando. Der versilberte Rebell. Biographischer Essay. Nachwort von Michael Althen und Gespräch mit Verlegerin Monika Nüchtern
- 2004: Band II. Rohstoff. Roman. Nachwort von Benjamin von Stuckrad-Barre und Gespräch mit Lektorin Hanna Siehr
- 2004: Band III. Der Schneemann. Roman. Nachwort von Feridun Zaimoglu und Gespräch mit Verleger Thomas Landshoff
- 2005: Band IV. Trotzki, Goethe und das Glück. Gesammelte Gedichte und Songtexte. Nachwort von Franz Dobler und Gesprächen mit den Musikern Achim Reichel und Veronika Fischer
- 2005: Band V. Alles wird gut. Gesammelte Erzählungen 1. Vorwort von Helmut Krausser und Nachwort von Jürgen Ploog
- 2006: Band VI. Mann und Maus. Gesammelte Erzählungen 2. Anstelle eines Nachworts: Der Tequila kommt heute gut. Eine Zechtour mit Jörg Fauser von Martin Compart
- 2006: Band VII. Das Schlangenmaul. Roman. Nachwort von Martin Compart
- 2009: Band VIII. Der Strand der Städte. Gesammelte journalistische Arbeiten 1959–1987. Essays, Reportagen, Kolumnen. Vorwort von Matthias Penzel
- 2007: Band IX. Die Tournee. Romanfragment

### Werkausgabe 2019–2022
Edition der Werke Jörg Fausers in Einzelausgaben ohne Bandnumerierung beim Diogenes Verlag Zürich, herausgegeben von Matthias Penzel:
- 2019: Ich habe große Städte gesehen. Die Gedichte.
- 2019: Caliban Berlin. Kolumnen 1980–84.
- 2019: Rohstoff. Roman
- 2019: Rohstoff Elements.
- 2019: Das Schlangenmaul. Roman.
- 2020: Der Schneemann. Roman
- 2020: Der Klub, in dem wir alle spielen. Über den Zustand der Literatur.
- 2020: Marlon Brando, der versilberte Rebell. Eine Biographie.
- 2020: Alles muss ganz anders werden. Erzählungen 1975–79.
- 2021: Das Weiße im Auge. Erzählungen 1980–87.
- 2021: Kant. Erzählung.
- 2021: Carl Weissner. Eine Freundschaft in Briefen 1971–87.
- 2022: Man hängt halt so an dem, was man hat. Briefe an die Eltern.
- 2022: Die Tournee. Roman aus dem Nachlass.

### Briefe
- Man hängt halt so an dem, was man hat: Briefe an die Eltern: mit Faksimiles von Briefen und Postkarten, zusammengestellt, herausgegeben und mit einem Vorwort von Peter Graf sowie einem Nachwort von Ronja von Rönne, Zürich: Diogenes, 2023, ISBN 978-3-257-07163-4

## Übersetzungen
- John Howlett: James Dean. Monika Nüchtern, München 1977
- The Rolling Stones. Songbook. 155 Songs [1963–1977] mit Noten. Deutsch von Teja Schwaner, Jörg Fauser und Carl Weissner. Mit 75 Alternativübersetzungen von Helmut Salzinger. Zweitausendeins, Frankfurt am Main 1977
- Joan Baez: Tagesanbruch. Zweitausendeins, Frankfurt am Main 1978
- James Taylor: Songbook. Zweitausendeins, Frankfurt am Main 1978

## Filmografie
- 1976: C’est la vie Rrose – Ein Junggesellenspiel. Regie: Hans-Christof Stenzel, Drehbuch: Jörg Fauser (mit Y Sa Lo)
- 1984: Der Schneemann. Regie: Peter F. Bringmann (mit Marius Müller-Westernhagen und Polly Eltes)
- 1998: Das Frankfurter Kreuz. Regie: Romuald Karmakar (mit Michael Degen und Manfred Zapatka)
- 2006: Rohstoff – Der Schriftsteller Jörg Fauser. Dokumentarfilm. Regie: Christoph Rüter

## Hörspiele
- 1974: Café Nirvana. Regie: Hein Bruehl, WDR
- 1974: Die von der Reservebank oder Wenn wir drankommen, ist das Spiel hoffentlich verloren (zusammen mit Broder Boyksen), Regie: Carl Weissner, SR
- 1977: Der Tod der Nilpferde. Regie: Peter Michel Ladiges, SR
- 1978: Für eine Mark und acht. Regie: Hermann Treusch, HR
- 1979: Romanze. Regie: Werner Klippert, SR
- 2010: Der Schneemann. Regie: Leonhard Koppelmann, SWR

## Diskografie
- 1980: Ungeschminkt. LP von Achim Reichel, drei Texte von Fauser
- 1981: Blues in Blond. LP von Achim Reichel, alle Texte von Fauser
- 1983: Nachtexpress. LP von Achim Reichel, sechs Texte von Fauser
- 1984: Sehnsucht nach Wärme. LP von Veronika Fischer, ein Text von Fauser
- 1987: Eine Ewigkeit unterwegs. LP von Achim Reichel, sieben Texte von Fauser
- 1987: Spiegelbilder. LP von Veronika Fischer, ein Text von Fauser
- 1989: Veronika Fischer. LP von Veronika Fischer, drei Texte von Fauser
- 1997: Fauser O-Ton. Doppel-CD mit vornehmlich von Fauser gelesenen Texten, Hrsg.: Christian Lyra
- 2004: Rohstoff. 2-CD-Audiobook, gelesen von Benjamin von Stuckrad-Barre
- 2005: Cut City Blues. Franz Dobler liest Gedichte von Fauser
- 2005: Fausertracks. Mash-up mit Fausers Stimme zu Musik von lebenDigital
- 2007: Der Schneemann. 6-CD-Audiobook, gelesen von Heikko Deutschmann